# Cameron Brannagan
Cameron Mark Thomas Brannagan (Mánchester, Inglaterra, 9 de mayo de 1996) es un futbolista inglés que juega en la posición de centrocampista en el Oxford United F. C. de Inglaterra.

## Trayectoria
Es fruto de la academia del Liverpool F. C. Su debut con el primer equipo ocurrió el 17 de septiembre de 2015, en un partido de Liga Europa ante el F. C. Girondins de Burdeos.

## Clubes
| Club                          | País       | Año       |
| ----------------------------- | ---------- | --------- |
| Liverpool F. C.               | Inglaterra | 2015-2018 |
| Fleetwood Town F. C. (cedido) | Inglaterra | 2017      |
| Oxford United F. C.           | Inglaterra | 2018-     |